# Сборная Лаоса по футболу
Сбо́рная Лао́са по футбо́лу — национальная сборная, представляющая Лаос на международной футбольной арене. Руководство командой осуществляет Федерация футбола Лаоса.

## История
В феврале 2001 года сборную возглавил россиянин Борис Журавлев.
В мае 2008 года команда не сыграла матч отборочного турнира Кубка вызова АФК против Кыргызстана из-за отравления игроков сборной. Вследствие чего Лаос снялся с турнира.
Сборная Лаоса — одна из трех сборных (наряду с Брунеем и Филиппинами), не подававшая заявку на участие в Чемпионате мира в ЮАР.
Лаос принимал участие в Кубке вызова АФК 2014, который проходил на Мальдивах. В своём первом матче команда уступила в Туркменистане (1:5). После сборная уступила Филиппинам (0:2) и сыграла в ничью с Афганистаном (0:0).

## Выступления на международных турнирах

### Чемпионат мира
- 2002 — не прошла квалификацию
- 2006 — не прошла квалификацию
- 2010 — не подавала заявку
- 2014 — 2026 — не прошла квалификацию

### Кубок Азии
- С 2000 по 2027 — не прошла квалификацию

### Чемпионат АСЕАН
- 1996 — групповой этап
- 1998 — групповой этап
- 2000 — групповой этап
- 2002 — групповой этап
- 2004 — групповой этап
- 2007 — групповой этап
- 2008 — групповой этап
- 2010 — групповой этап
- 2012 — групповой этап
- 2014 — групповой этап
- 2016 — не прошла квалификацию
- 2018 — групповой этап
- 2020 — групповой этап
- 2022 — групповой этап

## Форма

### Домашняя
| АСЕАН-2020 | АСЕАН-2022 |

### Гостевая
| АСЕАН-2020 | АСЕАН-2022 |

### Резервная
Источники:,